# Bibliothèque Raymond-Lévesque
La bibliothèque Raymond-Lévesque est la plus grande bibliothèque du Réseau des bibliothèques publiques de Longueuil. Inaugurée en 2011, elle est nommée en hommage à Raymond Lévesque. Ce projet a remporté plusieurs prix d'excellence en architecture.

## Histoire

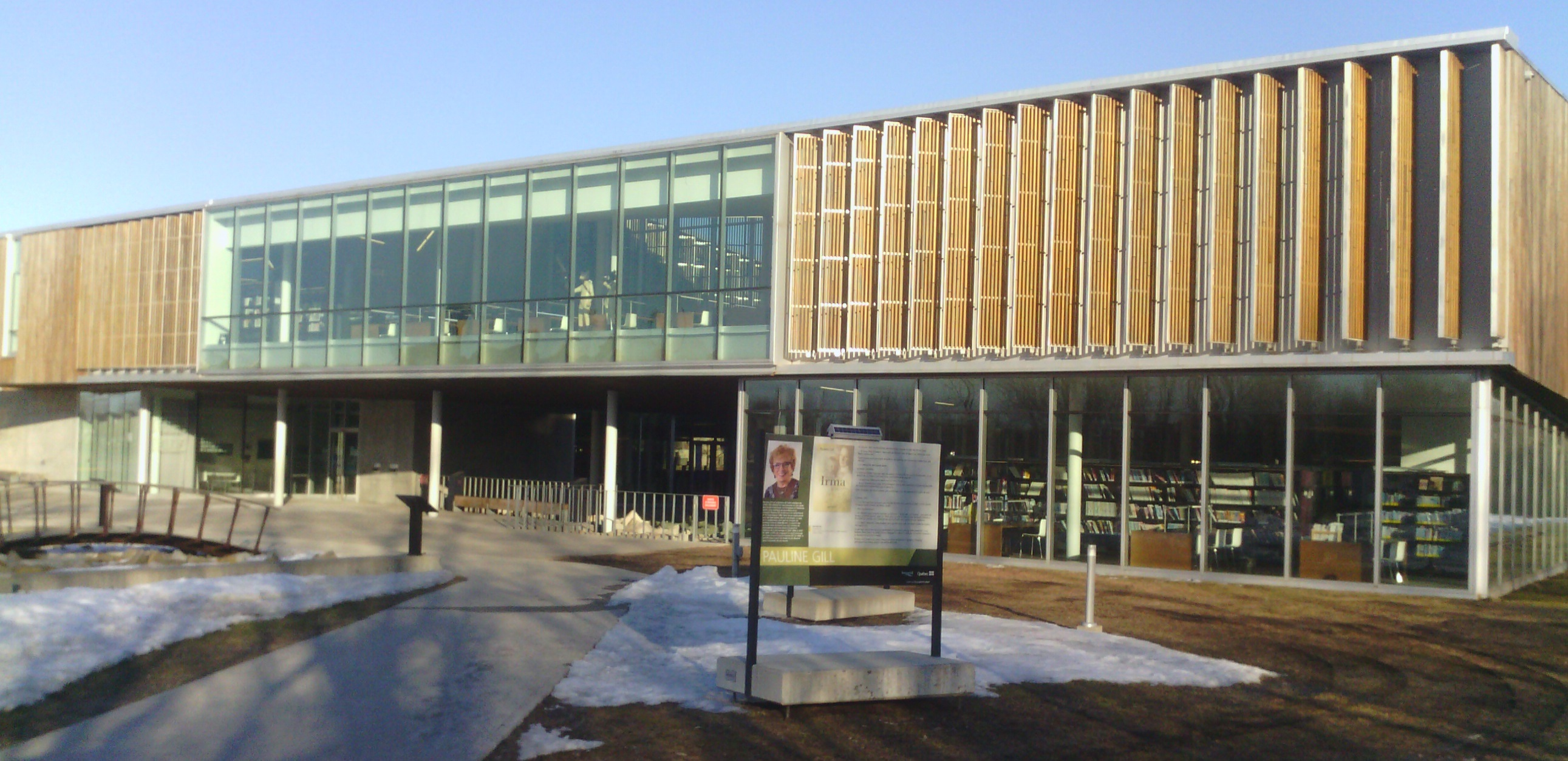
Bibliothèque Raymond-Lévesque

L’échéancier de réalisation de la bibliothèque Raymond-Lévesque a débuté en 2008, lors du premier concours d’architecture au Québec exigeant la collaboration entre architectes et ingénieurs, et s’est terminé par l’inauguration du bâtiment en 2011, avec un coût final de 11,7 M$. Le projet de la bibliothèque Raymond-Lévesque a été réalisé par la firme Jodoin Lamarre Pratte architectes, en partenariat avec Atelier TAG. Manon Asselin, cofondatrice d'Atelier TAG, y est conceptrice et chargée de projet.
Le nom de la bibliothèque rend hommage à Raymond Lévesque, auteur-compositeur-interprète, romancier, dramaturge et poète québécois, qui a été résident de Longueuil pendant environ 30 ans.

## Description
La bibliothèque a une superficie de 4 000 m2 , ce qui lui confère le cinquième rang des plus grandes bibliothèques publiques du Québec et le deuxième rang dans la région métropolitaine de Montréal. Elle est située dans l’arrondissement de Saint-Hubert sur le boulevard Cousineau, entre une route provinciale et l’environnement verdoyant qu’est le Parc de la Cité. 

## Bibliothèque troisième lieu
Micheline Perreault démontre, par l’exemple de la conception de la bibliothèque Raymond-Lévesque, l’importance du rôle des bibliothécaires durant la conception de ce type de projet. Leur implication est cruciale afin que la bibliothèque devienne un milieu de vie social pour la communauté, à l'image de la bibliothèque troisième lieu, et pour éviter que ce type de bâtiment ne soit qu’un lieu de dépôt de livres.
La présence des bibliothécaires dès l’élaboration du programme fonctionnel et technique, et pendant les étapes successives, permet de sensibiliser les différents professionnels à la mission des bibliothèques publiques, pour qu’ils puissent la transmettre dans leur approche conceptuelle.
Par exemple, dans le cas de la bibliothèque Raymond-Lévesque, les bibliothécaires ont partagé une préoccupation constante quant à l’acoustique du bâtiment, dont les parois extérieures sont majoritairement constituées de verre pouvant créer de la réflexion acoustique. Pour répondre à cette préoccupation, l’architecte a proposé d’utiliser les panneaux latéraux des rayonnages comme coupe-bruit, afin d’atténuer la propagation du son, en y incorporant des feuilles de feutre.  
Le projet de la bibliothèque Raymond-Lévesque a contribué à édifier ce lieu pour la communauté en créant des zones où la rencontre et le partage entre les usagers sont favorisés :
- Espace presse
- Espace Jeunes
- Café Dewey
- Salle multifonctionnelle
- Espace son et image[9]
- Terrasse extérieure centrale
- Espace Biblio-jeux[10]

Ces différents espaces sont développés avec une certaine souplesse afin de rendre possible les rencontres fortuites entre les utilisateurs, ce qui participent à créer un sens d’appartenance à la communauté. Il s'agit d'une fonction fondamentale dans le dispositif spatial, qui appartient au concept de troisième lieu, encore peu répandu dans le programme d'aménagement des espaces en bibliothèque publique.

## Services
Une gamme de services d’aide sont proposés aux usagers de la bibliothèque Raymond-Lévesque, tels que l’aide au lecteur ainsi que l’accès à des ordinateurs et au réseau Internet sans fil.
Une programmation diversifiée d’activités est offerte aux usagers de tous âges, dont des conférences, des ateliers, des expositions et des heures du conte,.

### Abonnement
En plus des 256 650 résidents de la ville de Longueuil (2018), la bibliothèque Raymond-Lévesque dessert les citoyens de la ville de Carignan en vertu d’un protocole d’entente. L’abonnement est gratuit pour les résidents de ces deux villes,.
Un code de conduite pour les usagers  est adopté pour toutes les bibliothèques du Réseau des bibliothèques publiques de Longueuil (incluant donc la bibliothèque Raymond-Lévesque) afin d’assurer un environnement sécuritaire, une ambiance paisible, un milieu propre et un climat respectueux.

### Collections
Lors de son ouverture en 2011, la bibliothèque Raymond-Lévesque compte plus de 92 000 documents et a suffisamment d’espace de rangement pour accueillir un total de 230 000 volumes. La bibliothèque héberge une partie de la collection spécialisée en histoire et en généalogie de la ville de Longueuil et offre aux chercheurs l’accès à une visionneuse de microfilms et microfiches.

### Participation à divers programmes
Les livres du programme Biblio-Aidants sont disponibles dans la succursale ainsi que des dépliants sur les organismes locaux.
Le programme Lire en famille, élaboré pour le développement du plaisir de lire chez les enfants dans le cadre de l'entente de développement culturel conclue entre la ville et le ministère de la Culture et des Communications, y est présenté. Des trousses pour les poupons de 0 à 18 mois, contenant des livres, des objets et des fiches de lecture, sont offertes aux usagers sous le nom Bébéluchon.   

## Conception et architecture

### Caractéristiques écologiques
Lors de la conception de la bibliothèque, plusieurs éléments ont été étudiés et mis en place afin de favoriser l'utilisation des ressources environnantes, dont le vent, le soleil et la pluie. À titre d’exemples, l’orientation de la toiture est liée à la provenance des vents dominants, un bassin de rétention permet la récupération de l’eau de pluie et la lumière naturelle est mise de l’avant. Des mesures pour s'assurer de l’efficacité énergétique du Ces différents espaces sont développés avec une certaine souplesse afin de rendre possible les rencontres fortuites entre les utilisateurs, ce qui participent à créer un sens d’appartenance à la communauté. Il s'agit d'une fonction fondamentale dans le dispositif spatial, qui appartient au concept de troisième lieu, encore peu répandu dans le programme d'aménagement des espaces en bibliothèque publique.
bâtiment ont été mises en place, comme l’automatisation de la ventilation naturelle, des planchers radiants ainsi qu’un éclairage à DEL et des détecteurs de présence. La géothermie est aussi utilisée pour répondre aux besoins de chauffage et de climatisation. Il est à noter que l’acoustique architecturale a été prise en considération par les architectes du projet et que certaines solutions visaient l’atténuation de la propagation du son.

### Caractéristiques architecturales

#### Conception à l’échelle humaine
La conception de la bibliothèque Raymond-Lévesque propose une vision de la bibliothèque troisième lieu où le citoyen est au centre des préoccupations. Les espaces sont conçus de manière précise afin de répondre aux besoins des multiples lecteurs. La transposition de ces différents besoins dans l’architecture permet de créer des expériences uniques, qui retiennent le citoyens et l’amènent à revenir. Une année après sa réouverture, en 2011, la bibliothèque a enregistré une augmentation de 200% des prêts et de 15% de la fréquentation par les utilisateurs.
Plusieurs caractéristiques architecturales témoignent d’une conception à l’échelle humaine, dont l’aménagement de différents espaces adaptés aux multiples facettes de la lecture. Par exemple, la lecture informationnelle et le butinage sont améliorés par l’intégration d’éclairage au rayonnage et l’insertion de tablettes rétractables, permettant de rendre plus conviviale l’expérience de consultation.
L’aménagement est aussi pensé en termes de lecteurs, aussi multiples que le type de lecture, possédant chacun leurs besoins spécifiques à satisfaire. Le développement de différentes zones dans les espaces de la bibliothèque permet d’y répondre. Par exemple, dans l'espace pour les enfants, une zone destinée aux parents a été intégrée afin qu’ils puissent bouquiner dans une petite collection parentale pendant l’heure du conte. Aussi, un mobilier spécialisé permet de faciliter le rapprochement parents-enfants et de recréer un espace confortable similaire à celui de la maison.

#### Conception bioclimatique
Au-delà de l’utilisation des ressources climatiques environnantes, le concept même de la bibliothèque Raymond-Lévesque repose sur ces dernières, puisqu’il adhère aux principes de l’architecture bioclimatique, en priorisant les conditions du site et son environnement tout en mettant l’utilisateur au centre de la conceptualisation. Par exemple, le bâtiment utilise l’énergie solaire sous sa forme passive, par l’orientation de son implantation, l’éclairage naturel et l’utilisation d’un verre performant dans les murs rideaux. Les gains thermiques non-désirés, en période de climatisation, sont également régulés par le verre performant et un système de brise-soleil verticaux.

### Prix et distinctions
Depuis sa conception, ce projet a mérité de nombreux prix et distinctions, dont:
- Projet coup de cœur, Manuel de référence de l’AAPPQ – 40e anniversaire – 2017
- Médaille du Gouverneur général du Canada en architecture – 2014
- Prix d’Excellence de l'Ordre des Architectes, bâtiments institutionnels – 2013
- Prix d'excellence Cecobois, finaliste revêtement extérieur – 2013
- Prix Facteur D de Mission Design, catégorie Architecture – 2012
- Prix du Canadian Green Building Awards, SABMag – 2012
- Prix Énergia de l’AQME, prix du jury – 2012
- Prix Énergia de l’AQME, finaliste bâtiment neuf – tous secteurs – 2012
- Prix Best of Canada, magazine Canadian Interiors – 2012
- Grand prix du design de Montréal, développement durable – 2011
- Médaille d'Or, Toronto Design Exchange – 2011
- Trophée Contech – Pratique innovatrice Développement Durable – 2011
- Trophée Contech, mention honorifique pour pratiques novatrices  – 2011
- Grand Prix du Génie-Conseil Québécois, catégorie Bâtiment Structure – 2011
- Prix Architecture de bibliothèques et de centres d’archives du Québec – 2011[28]
- AICQ – Prix Léonard du génie-conseil québécois, structure de bâtiment – 2011
- Certificat Efficacité énergétique Eco-0688 de Ressources naturelles Canada – 2010
- Prix d’Excellence du magazine Canadian Architect – 2009
- Lauréat du concours d'architecture – 2008